# Turok: Evolution
Turok: Evolution är ett datorspel släppt för Game Boy Advance, Playstation 2, Xbox och Gamecube 2002. En port för Microsoft Windows släpptes 2003 för den europeiska marknaden. Det är en förstapersonsskjutare och är en prequel till Turok: Dinosaur Hunter, och var det sista spelet i serien innan den startades om 2008 av Turok.